# Tienen
Tienen oder auch Thienen (französisch Tirlemont) ist eine Stadt und Gemeinde in der Provinz Flämisch-Brabant in Belgien. Die Gemeinde hat 36.581 Einwohner (Stand 1. Januar 2024). Ihre Gesamtfläche beträgt etwa 71,77 km².

## Politik

### Stadtrat
- Vooruit: 5
- Groen: 0
- Rp: 13
- VLD: 1
- CD&V: 7
- N-VA: 3
- VB: 4

Nach der Wahl kam es zu einer Koalition aus Rp (Durf(Wagen)), Vooruit und NVA. 
 Sie kommen zusammen auf 21 der 33 Sitze.
- Vooruit: 44
- Groen: 7
- Rp: 13
- VLD: 28
- CD&V: 27
- CD&V – NVA: 6
- N-VA: 14
- VB: 14
- Sonst.: 4

Vooruit, OpenVLD und CD&V haben zusammen 99 Sitze.
- Vooruit: 44
- VLD: 28
- CD&V: 27
- N-VA: 14
- VB: 14
- Rp: 13
- Groen: 7
- CD&V – NVA: 6
- Sonst.: 4

## Orte
- Die Stadt Tienen, wo sich die Gemeindeverwaltung befindet
- Goetsenhoven (mit Militärflugplatz)
- Hakendover
- Oplinter
- Kumtich
- St.-Margriete-Houtem

## Lage und Wirtschaft

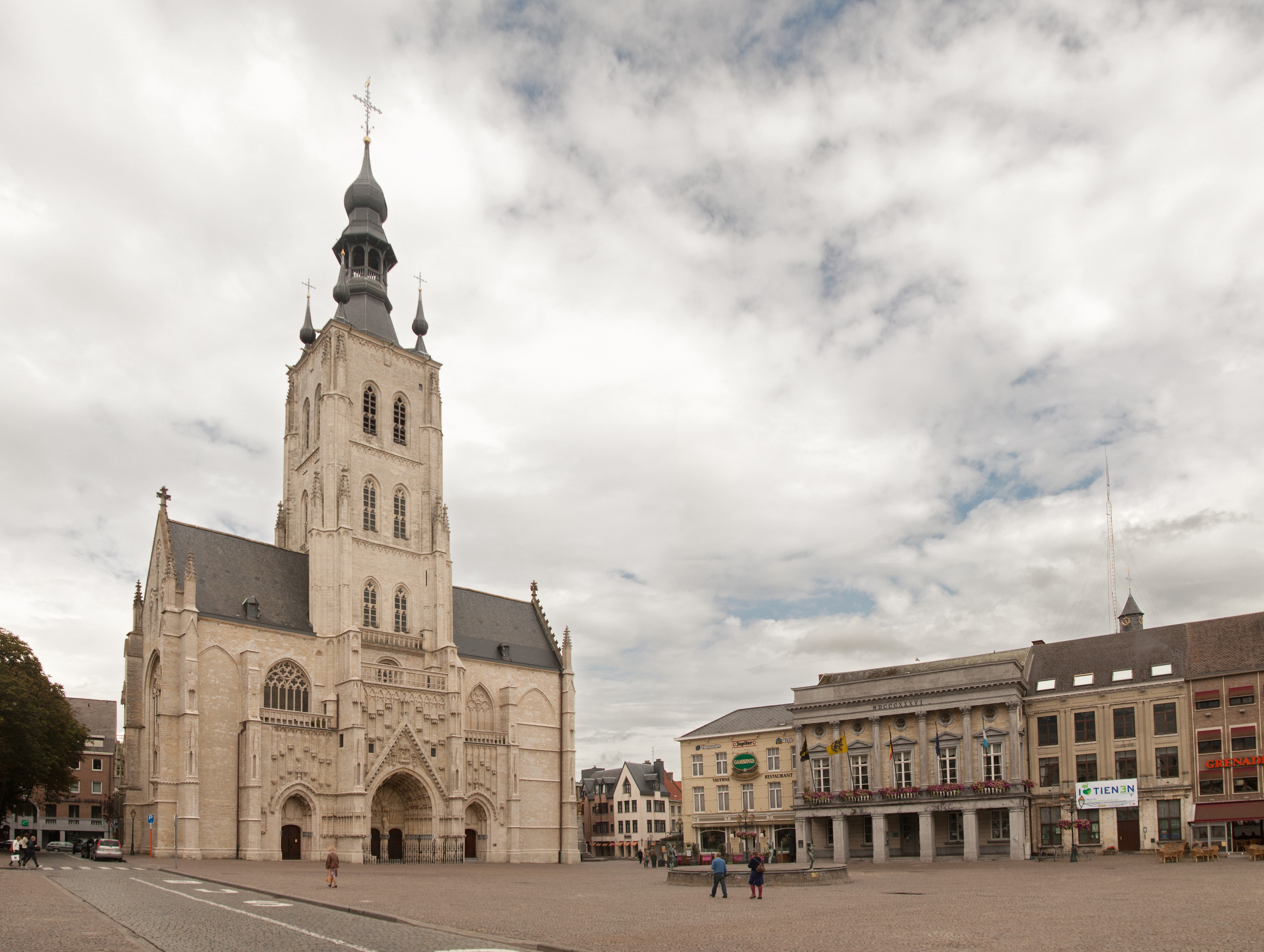
Tienen – Marktplatz mit Kirche Onze Lieve Vrouwe und Rathaus

Tienen liegt an der Autobahn E 40 und an der Bahnstrecke Brüssel–Lüttich, etwa 20 Kilometer östlich von Löwen.
Die innerbelgische französisch-niederländische Sprachgrenze befindet sich weniger als 10 Kilometer südlich der Stadt.
Der Tourismus ist zwar nicht unbedeutend, aber wichtiger sind die Industrie (Tienen hat unter anderem die größte Zuckerwürfelfabrik von Belgien), der Handel und der für ein regionales Zentrum typische Dienstleistungsbereich.
Der Konzern Photovoltech unterhält hier seine Fertigungsstätten für Solarzellen und Solarmodule. Die Robert Bosch GmbH hat an diesem Standort eine Fabrik für Scheibenwischer mit circa 1600 Mitarbeitern.
Zudem ist dort der Konzern SESVanderHave als einer der weltweit größten Hersteller von Zuckerrübensaatgut tätig.

## Geschichte
Die Region wurde in vorchristlicher Zeit von Kelten (Galliern) bewohnt. Regelmäßig werden in der Gemeinde archäologische Grabungen durchgeführt, die schon viele oft überraschende Funde brachten (zu sehen im Museum „Het Toreke“; siehe auch die Website der Stadt). Wahrscheinlich hat das uradelige Geschlecht der Freiherren von Thienen-Adlerflycht die Stadt um das Jahr 800 nach Christus begründet und beherrscht und sich so nach der Stadt benannt.
Im 13. und 14. Jahrhundert war Tienen wichtig wegen der Lakenweberei. Nach 1500 erfolgte jedoch ein wirtschaftlicher Abschwung. Tienen wurde mehrmals von Kriegshandlungen heimgesucht, unter anderem einige Male im 16. Jahrhundert. 1635 erfolgte eine fast völlige Zerstörung, 1914 war Tienen Schauplatz der Schlacht von Tirlemont.
Am 13. Mai 1940, dem dritten Tag des Westfeldzugs, kam es zur 'Schlacht von Tirlemont': das deutsche XVI. Panzer-Korps (3. und 6. Panzer-Division) kämpfte gegen die französische 2. und 3. Leichte Mechanisierte Division (DLM). Nach heftigen Kämpfen traten die Franzosen den Rückzug an. Beide Seiten verloren viele Panzer.

## Wappen
Beschreibung: Im blauen Schild ein silberner Balken. Als Schildhalter silberne Schafe auf einem grünen Podest mit je einer nach außen gerichteten Fahne haltend, das Wappenbild auf dem Fahnentuch.

## Sehenswürdigkeiten

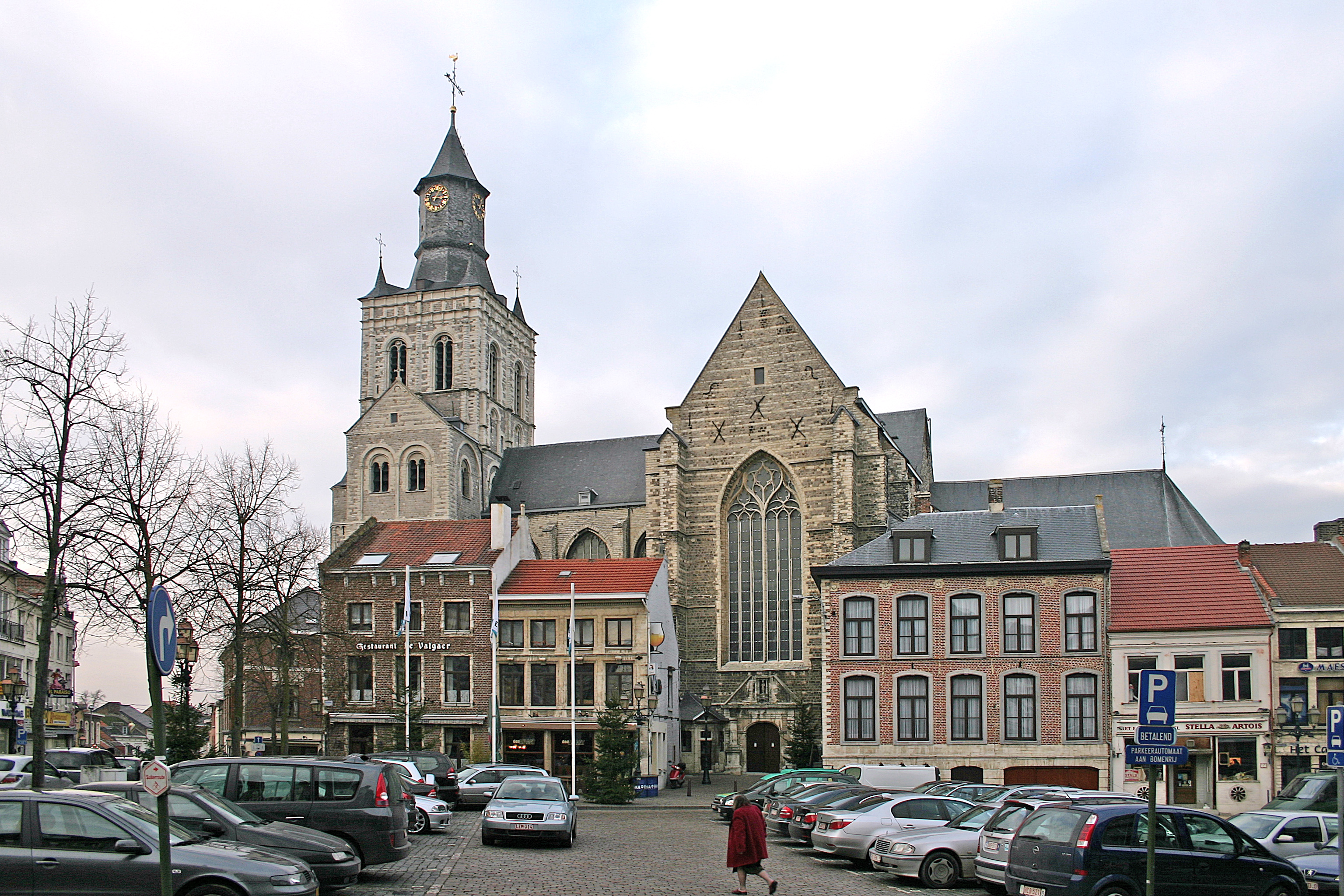
Viehmarkt und Sint-Germanuskerk

### Kirchen
- Onze Lieve Vrouwe ten Poel (St. Maria am Teich): 1297 erbaut; 1357 in gotischem Stil neu gebaut; der Turm ist 70 Meter hoch und von weitem sichtbar; die Turmspitze und das Kirchenmobiliar sind in Barockstil gehalten.
- St.-Germanus-Kirche (1323) am Viehmarkt, dem ältesten Marktplatz der Stadt. Der Baustil ist zum Teil romanisch, zum Teil gotisch. Ein Glockenspiel aus dem Jahr 1723 und eine schöne Orgel, teilweise aus dem 17. Jahrhundert, gehören zur Ausstattung der Kirche.
- Ruine der Paterskerk (Brüderkirche) des Beginenhofes Tienen in einer Parkanlage
- Lambertikirche im Dorf Overlaar (romanisch)
- St. Gilliskirche im Dorf Kumtich mit Vroenhoeve (Bauernhof „Fronhof“)
- St. Genovevakirche im Dorf Oplinter (gotisch)
- Kirche des Göttlichen Heilands, gotisch, 13. bis 18. Jahrhundert, im Dorf Hakendover
- Kirche St. Odulphus im Dorf Bost

### Museen
- Das Zuckermuseum
- Das Historische Museum im ehemaligen Gefängnis „Het Toreke“ (Das Türmchen)
- Das Museum des Puppentheaters

### Sonstiges
- Das Denkmal der belgischen Gefallenen des Ersten und Zweiten Weltkrieges bei der Ten Poel-Kirche
- Eine Stadtwanderung durch die historische Altstadt lohnt sich: es gibt noch mehrere schöne alte Häuser, unter anderem beim ehemaligen Beginenhof

## Städtepartnerschaften
- Valkenswaard (Niederlande)
- Hergiswil (Schweiz)
- Lunéville (Frankreich)
- Bielsko-Biała (Polen)
- Huy (Belgien)

## Söhne und Töchter der Stadt
- Beatrijs von Nazareth (1200–1268), flämische Mystikerin
- Victor Francen (1889–1977), belgischstämmiger Schauspieler beim französischen und amerikanischen Film
- Fernand Ledoux (1897–1993), Schauspieler
- André Vandeweyer (1909–1992), Fußballspieler
- Joseph Mertens (1921–2007), Archäologe
- Francis Halzen (* 1944), Elementarteilchenphysiker und Astrophysiker
- Louis Michel (* 1947), Politiker
- Paul Van Dooren (* 1950), Mathematiker
- Luc Van Acker (* 1961), Musiker und Produzent
- Jan Boyen (* 1970), Behindertenradsportler
- Lennert Van Eetvelt (* 2001), Radrennfahrer
- Yorbe Vertessen (* 2001), Fußballspieler